# Ханты-Мансийск (аэропорт)
Междунаро́дный аэропо́рт Ха́нты-Манси́йск (IATA: HMA, ICAO: USHH) — международный аэропорт федерального значения в Ханты-Мансийском автономном округе — Югра. 
Обслуживает как сам Ханты-Мансийск, так прилежащие к нему районы Ханты-Мансийского автономного округа с общим постоянным населением более 150 тыс. жителей.
Аэропорт занимает в стране 52-е место по пассажирообороту (0,523 млн пассажиров в 2024 году).

## История
Ведёт историю с образования в 1940 году аэропорта Самарово Обского отдельного отряда ГВФ, ныне южная часть города.
В 1950 году в соответствии с Указом Президиума Верховного совета РСФСР районный центр Ханты-Мансийск преобразован в г. Ханты-Мансийск — центр Ханты-Мансийского автономного округа, с включением в черту города села Самарово. В 1956 году аэропорт Самарово был переименован в аэропорт «Ханты-Мансийск». Аэропорт тех лет представлял собой в зимнее время подготовленную площадку для взлёта и посадки на левом берегу Иртыша (способную принимать самолёты По-2, Ан-2, Ли-2, вертолёты Ми-1, Ми-4), а в летнее время гидросамолёты производили полёты прямо с акватории реки Иртыш.
В 1967 году в связи с разработкой открытых нефтяных и газовых месторождений Ханты-Мансийского автономного округа принято решение о строительстве в городе Ханты-Мансийске, в северной его части, нового аэропорта. В 1973-м аэропорт «Ханты-Мансийск» был сдан в эксплуатацию и мог принимать самолёты Ан-24 и Як-40 на искусственную ВПП.
В начале 1990-х годов администрация Ханты-Мансийского автономного округа приняла решение о реконструкции аэропорта, предусматривающей  удлинение взлетно-посадочной полосы, расширение перрона, ремонт инженерных коммуникаций, склада ГСМ, строительство нового аэровокзала.
В феврале 1994 года в связи с реорганизацией Ханты-Мансийского объединённого авиаотряда, в составе которого находился аэропорт «Ханты-Мансийск», в городе создано общество с ограниченной ответственностью «Юграавиа», выполняющее функции по обеспечению работы и эксплуатации аэропорта «Ханты-Мансийск».
В 1997 года принята в эксплуатацию реконструированная искусственная (асфальтобетонная) взлетно-посадочная полоса длиной 2800 м и шириной 45 м, с высокой несущей способностью, пригодная для приёма большинства типов воздушных судов.
В 2001 года введён в эксплуатацию новый аэровокзальный комплекс, построенный по проекту орловского аэропорта «Южный».
3 марта 2004 года приказом Минтранса России № 23 аэропорт «Ханты-Мансийск» открыт для выполнения международных полётов пассажирских и грузовых воздушных судов.
2007 год ознаменован прилётом в аэропорт Ханты-Мансийск и выступлением пилотажной группы «Русские Витязи» во главе с командиром гвардии полковником  Игорем Валентиновичем Ткаченко.
В 2008 году в аэропорту введена в строй хостовая система регистрации пассажиров на базе системы «Астра», позволяющая авиапассажирам пользоваться электронными билетами.
В декабре 2008 года начата реконструкция аэропорта, включающая на первом этапе проведение работ по расширению пассажирского перрона, строительству вертодрома.
В 2008 и 2010 годах аэропорт Ханты-Мансийск дважды принимал воздушные суда с Президентом Российской Федерации.
В сентябре - октябре 2010 года проведена большая работа  по приёму и отправке большого количества участников Всемирной шахматной олимпиады.
В марте 2011 года в аэропорт Ханты-Мансийск обеспечил приём и отправку спортсменов и гостей чемпионата мира по биатлону.
В 2022 году в процессе капитального ремонта был обновлен аэровокзальный комплекс, в том числе повышены условия комфортного обслуживания пассажиров с ограниченными возможностями и маломобильных групп.
Для комфортного пребывания пассажиров в 2023 году в ходе реализации современного дизайн-проекта был реконструирован бизнес зал аэропорта. Бизнес-зал «Тайга» находится на втором этаже аэровокзала и предлагает пассажирам уютные и комфортные места для отдыха и ожидания вылета.
В августе 2023 года Югорский государственный университет и АО «Юграавиа» подписали соглашение о взаимном сотрудничестве. Соглашение предусматривает взаимодействие университета и АО «Юграавиа» по различным направлениям, среди которых совместная организация и проведение научных, творческих и образовательных проектов, подготовка и переподготовка специалистов, совместное участие в мероприятиях.

## Принимаемые типыВС
Ан-12, Ан-24, Ан-26, Ан-28, Ан-30, Ан-32, Ан-72, Ан-74, Ан-148, Ил-76, Л-410, Ту-134, Ту-154, Ту-204, Як-40, Як-42, Airbus 310, Airbus A319, Airbus A320, Airbus A321, ATR 42, ATR 72, Boeing 737, Boeing 757, Boeing 767,Bombardier CRJ 100/200, Embraer EMB 120 Brasilia, Saab 2000, Sukhoi Superjet 100, McDonnell Douglas MD-11 и др. типы ВС 3-4 класса, вертолёты всех типов. Классификационное число ВПП (PCN) 38/F/B/X/T.

## Показатели деятельности
| год             | 2014  | 2015  | 2016  | 2017  | 2018  | 2019  | 2020  | 2021  | 2022  | 2023  | 2024  |
| тыс. пассажиров | 278,6 | 260,1 | 219,5 | 254,5 | 291,2 | 406,4 | 260,1 | 389,8 | 431,7 | 491,5 | 522,8 |
| Источники:      |       |       |       |       |       |       |       |       |       |       |       |

## Авиакомпании и пункты назначения
Аэропорт Ханты-Мансийск на июнь 2025 года обслуживает рейсы следующих авиакомпаний:

## Авиапроисшествия и катастрофы
| Дата       | Модель | Бортовой номер | Эксплуатирующая организация   | Место катастрофы        | Жертвы | Описание |
| ---------- | ------ | -------------- | ----------------------------- | ----------------------- | ------ | --- |
| 20.03.1965 | Ан-24  | 46764          | Уральское УГА Аэрофлот (СССР) | аэропорт Ханты-Мансийск | 43/45  | Экипаж 120 летного отряда, снизившись с эшелона 5 400 м (до 3000, затем до 600 и до 300 м), приступил к заходу на посадку днём в ПМУ с прямой с правым доворотом с МК=38°. До высоты 10 м отклонений от глиссады не было. Затем на планировании самолёт просел и приземлился в снег с недолётом до ВПП. Через 7 м пробега он столкнулся с уплотнённым снегом перед входным торцом ВПП, начал разрушаться и загорелся. Погода: облачность 10/10 (400 м нижняя кромка) слоисто-кучевая дождевая, видимость — 10 км. |
| 06.08.1978 | Ми-6   | 21883          | Тюменское УГА Аэрофлот (СССР) | аэропорт Ханты-Мансийск | 5/5    | Во время полёта по маршруту произошел отказ основной гидросистемы. После доклада экипажа диспетчер не разрешил экипажу идти на вынужденную посадку в аэропорт Ханты-Мансийска, в районе которого наблюдалась грозовая активность, а дал указание выполнить посадку на подобранную с воздуха площадку. Данное указание соответствовало действующему НПП ГА. Местность в данном районе представляла собой тайгу с высотой деревьев до 40 м. Экипаж начал полёт вдоль русла реки с целью найти подходящую для посадки площадку. В этот момент произошел отказ второй, дублирующей гидросистемы. Вертолёт перешёл в неуправляемое снижение и упал в тайгу.                                         |
| 17.05.1986 | Як-40  | 87928          | Тюменское УГА Аэрофлот (СССР) | около Ханты-Мансийска   | 5/5    | Экипаж выполнял контрольный облёт после замены передней стойки шасси. На высоте 6 000 м пилот выполнил ряд левых виражей с креном 25-50 град; и правых с креном 60 град;, а затем — бочку правого вращения. В процессе её выполнения самолёт перешёл в пикирование с вертикальной скоростью 100 м/с. Самолёт потерял 1500 м высоты и в момент, когда КВС выводил его из пикирования с приборной скоростью 650 км/ч, от перегрузки 5,25 g разрушилось левое крыло. Оно ударило по килю и он отвалился вместе со стабилизатором. Самолёт потерял управление и разбился в пойме реки Обь в 19 км от аэропорта. Разброс обломков составил 2,5 км. Экипаж выполнял маневры, не предусмотренные РЛЭ. |
| 20.03.1989 | Ми-10  | 04128          | Тюменское УГА Аэрофлот (СССР) | около Ханты-Мансийска   | 0/н.д. | Вынужденная посадка в болотистой местности, вызванная начавшейся вибрацией двигателей. |
| 21.04.1989 | Ми-10  | 04131          | Тюменское УГА Аэрофлот (СССР) | около Ханты-Мансийска   | 3/7    | Днём в МПУ экипаж выполнял полёт по перевозке груза на внешней подвеске (домик типа 3КТ-4-0) на буровую Р-30. На борту находились два стропальщика. Во время полёта началось разрушение конструкции домика. Экипаж своевременно груз не сбросил. Листы железа, сорванные с крыши домика, попали в рулевой винт. В результате произошел отрыв рулевого винта вместе с хвостовым редуктором. Вертолёт потерял управляемость, перешёл в снижение и столкнулся с землёй. Разрушенный вертолёт был обнаружен на заснеженном болоте. |
| 19.06.1992 | Ми-6   | 21882          | Тюменское УГА Аэрофлот (СССР) | аэропорт Ханты-Мансийск | 6/6    | Вынужденная посадка, разбился и сгорел. |
| 26.10.1996 | Як-40  | 88527          | а/к Тюменьавиатранс           | аэропорт Ханты-Мансийск | 5/37   | При заходе на посадку по ОСП в темноте и во время снегопада (видимость 1400 м, нижняя кромка облаков — 200 м) экипаж принял огни освещения вертолётной площадки, находившейся на 950 м ближе и на 160 м левее ВПП, за посадочные и совершил туда посадку. При этом самолёт врезался в три вертолёта Ми-8Т (RA-22313, RA-25144, RA-25939) той же авиакомпании. Первые два вертолёта разрушены, третий потерял хвостовую балку. У Як-40 разрушена носовая часть и оторвана левая плоскость крыла. |